# Krásnohorská jeskyně
Krásnohorská jeskyně je vývěrová fluviokrasová jeskyně na jižním Slovensku. Nachází se u obce Krásnohorská Dlhá Lúka asi 13 km jihovýchodně od Rožňavy. Jeskyni objevili rožňavští jeskyňáři v roce 1964 po snížení hladiny vody ve vyvěračce Buzgó. Známá délka jeskyně je 1556 m. Prohlídková trasa vede ke Krápníku rožňavských jeskyňářů, který s výškou téměř 33 m patří mezi největší krápníky na světě (přestože to již není pravda, je stále uveden v Guinnessově knize rekordů jako nejvyšší stalagmit). Trasa má délku 450 m a stejnou cestou se návštěvníci vracejí z jeskyně zpět. Před vstupem je třeba obléct si jeskyňářskou výstroj. Cílem turistického zpřístupnění je ukázat jeskyni v co nejpřirozenějším stavu, proto je prohlídková trasa budovaná jen velmi lehkým způsobem, bez zásahu do morfologie jeskyně. O to je však náročnější. Zvládají ji však i děti od 6 roků. Přes řečiště se přechází po dřevěných lávkách, jezera se překonávají pomocí lanových lávek. Jeskyně není osvětlená, její návštěva se podobá více speleologické akci, než vstupu do zpřístupněné jeskyně. Je otevřená celoročně kromě března.

## Chráněné území
Krásnohorská jaskyňa je národní přírodní památka ve správě příspěvkové organizace Správa slovenských jeskyní. Nachází se v katastrálním území obce Krásnohorská Dlhá Lúka v okrese Rožňava v Košickém kraji. Území bylo vyhlášeno v roku 1972 a novelizováno v roku 2007. Rozloha ochranného pásma byla stanovena na 195,6266 ha.